# Вест-Рой-Лейк (Міннесота)
Вест-Рой-Лейк (англ. West Roy Lake) — переписна місцевість (CDP) в США, в окрузі Меномен штату Міннесота. Населення — 56 осіб (2020).

## Географія
Вест-Рой-Лейк розташований за координатами 47°18′42″ пн. ш. 95°35′44″ зх. д. / 47.31167° пн. ш. 95.59556° зх. д. (47.311549, -95.595442).  За даними Бюро перепису населення США в 2010 році переписна місцевість мала площу 4,18 км², уся площа — суходіл.

## Демографія
Згідно з переписом 2010 року, у переписній місцевості мешкали 74 особи в 22 домогосподарствах у складі 17 родин. Густота населення становила 18 осіб/км².  Було 26 помешкань (6/км²).
Расовий склад населення:
| - 83,8 % — корінних американців - 10,8 % — білих |

До двох чи більше рас належало 5,4 %. Частка іспаномовних становила 0,0 % від усіх жителів.
За віковим діапазоном населення розподілялося таким чином: 37,8 % — особи молодші 18 років, 62,2 % — особи у віці 18—64 років, 0,0 % — особи у віці 65 років та старші. Медіана віку мешканця становила 30,0 року. На 100 осіб жіночої статі у переписній місцевості припадало 124,2 чоловіків;  на 100 жінок у віці від 18 років та старших — 119,0 чоловіків також старших 18 років.
За межею бідності перебувало 7,7 % осіб, у тому числі 0,0 % дітей у віці до 18 років та 10,0 % осіб у віці 65 років та старших.
Цивільне працевлаштоване населення становило 24 особи. Основні галузі зайнятості: освіта, охорона здоров'я та соціальна допомога — 33,3 %, виробництво — 25,0 %, мистецтво, розваги та відпочинок — 16,7 %.